# زهرة الربيع العطرية
زهرة الربيع العطرية أو زغدة مخزنية أو زهرة الربيع (بالإنجليزية: Primula veris)، هي نبات عشبي معمر زهري في عائلة زهرة الربيع وربيعية (فصيلة نباتية). وهذا النوع يوجد في معظم أنحاء أوروبا المعتدلة وغرب آسيا، وعلى الرغم من غيابه عن المناطق الشمالية بما في ذلك الكثير من شمال غرب اسكتلندا، الا انه يظهر في أقصى شمال ساذرلاند وأوركني وفي الدول الاسكندنافية.

## الأسماء
ويشير الاسم الشائع cowslip من اللغة الإنجليزية القديمة لروث البقر، وهذا لأن النبات غالبًا ما ينمو بين السماد في مراعي الأبقار. ويشير الاسم ايضًا إلى الأرض الزلقة أو المستنقع أي وهذا موطن نموذجي لهذا النبات.
و كلمة (veris) تشير لموسم الربيع، وهو صيغة الحالة المضافة لللاتينية "ver" (الربيع). ومع ذلك، يعرف أن زهرة الربيع(P. vulgaris)، تزدهر قبل موسم الربيع، ووقتها يكون من ديسمبر إلى مايو في الجزر البريطانية. :240
وتشمل الأسماء التاريخية لهذا النبات أسماء شائعة أخرى، مثل: كوي ليبي، وعشب بيتر، وبيجل أو باجيل، بيجل، والزهرة الرئيسية، ومفتاح الجنة، وأكواب الجنيات، والبغال الصغيرة، والطاقم، والأبازيم، والشلل، والبرقوق.

## وصف

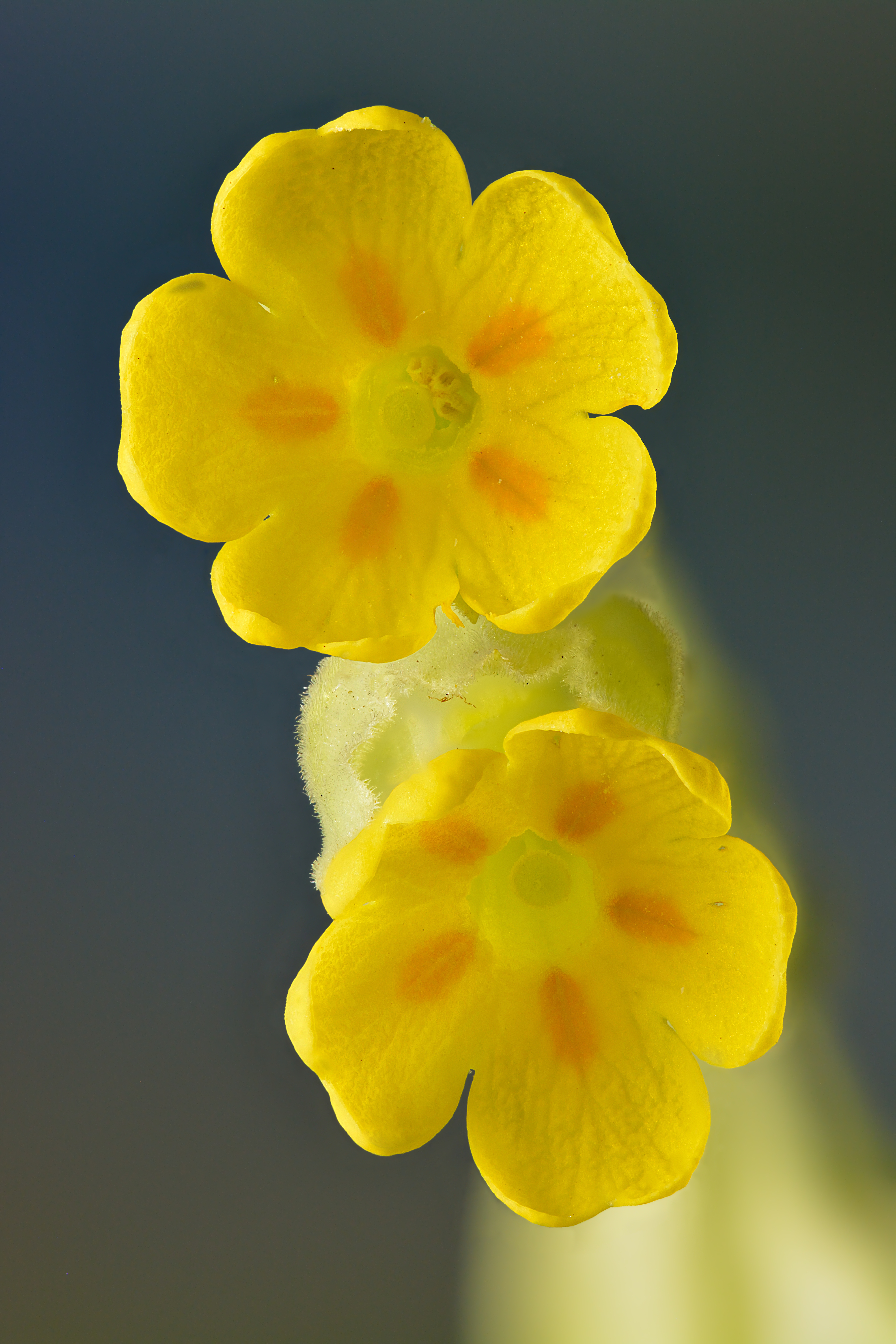
زهور

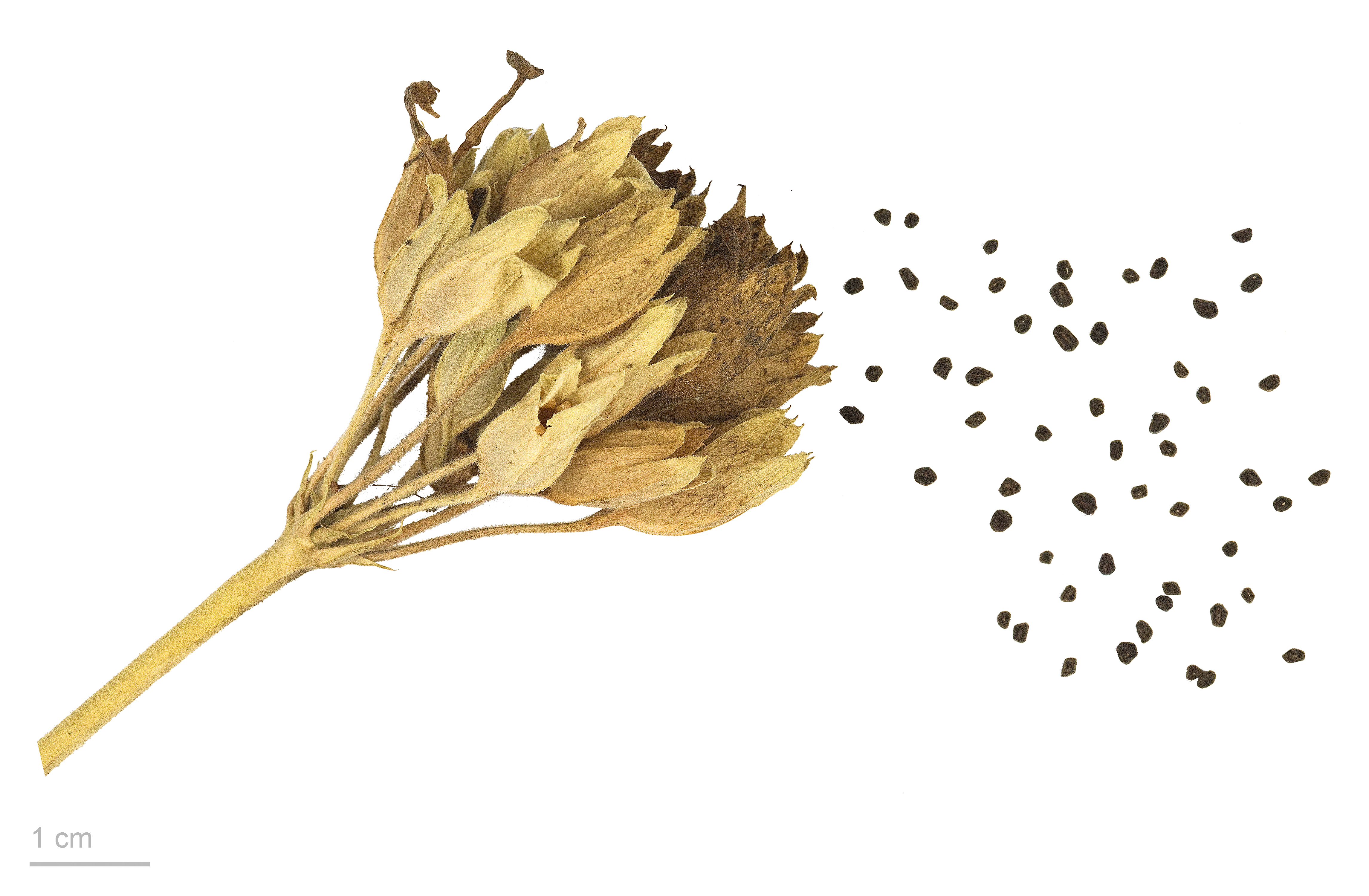
زهرة الربيع - MHNT

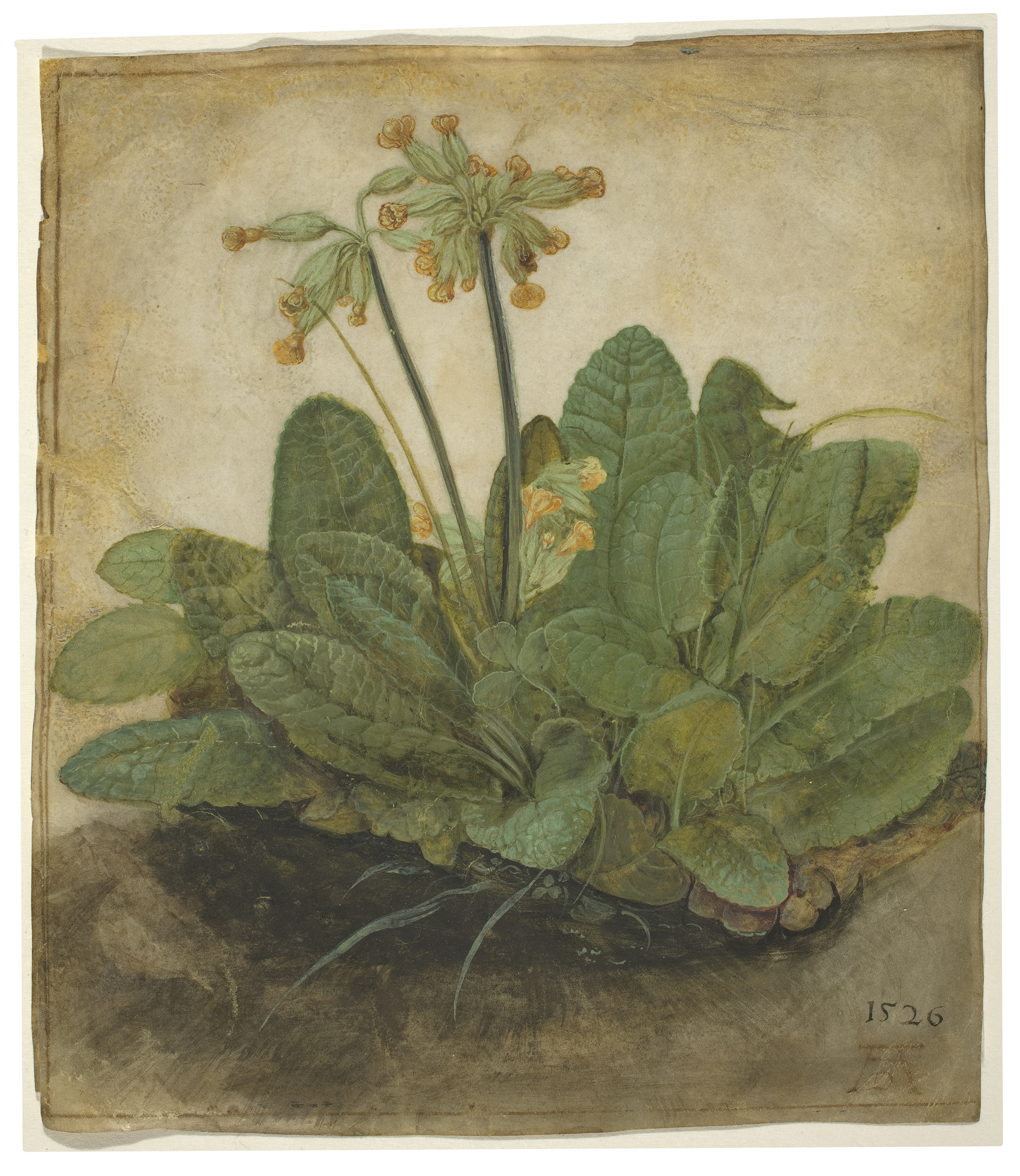
Albrecht Dürer ، خصلة من زهرة الربيع، 1526، National Gallery of Art ، Washington، DC ، NGA 74162

زهرة الربيع هو نبات دائم الخضرة أو شبه دائم الخضرة ينمو حتى 25 سنتيمتر (10 بوصة) أي انه طويل وواسع، ويأتي معه وردة من الأوراق 5-15سم وطوله 2-6 عرض سم. ويتم إنتاج الزهور الصفراء العميقة في الربيع، وفي مجموعات من 10-30 زهرة معًا على ساق واحدة. وكل زهرة 9-15مم عرض. ونادرًا ما تحدث النباتات المزهرة باللونين الأحمر والبرتقالي، ولكن يمكن أن تكون منتشرة محليًا في المناطق التي تتفتح فيها أزهار بريمولا الهجينة في نفس الوقت الذي تتفتح فيه نباتات الزهرة الأصلية، وهذا مما يتيح التلقيح المتبادل.

## توزيع والسكن

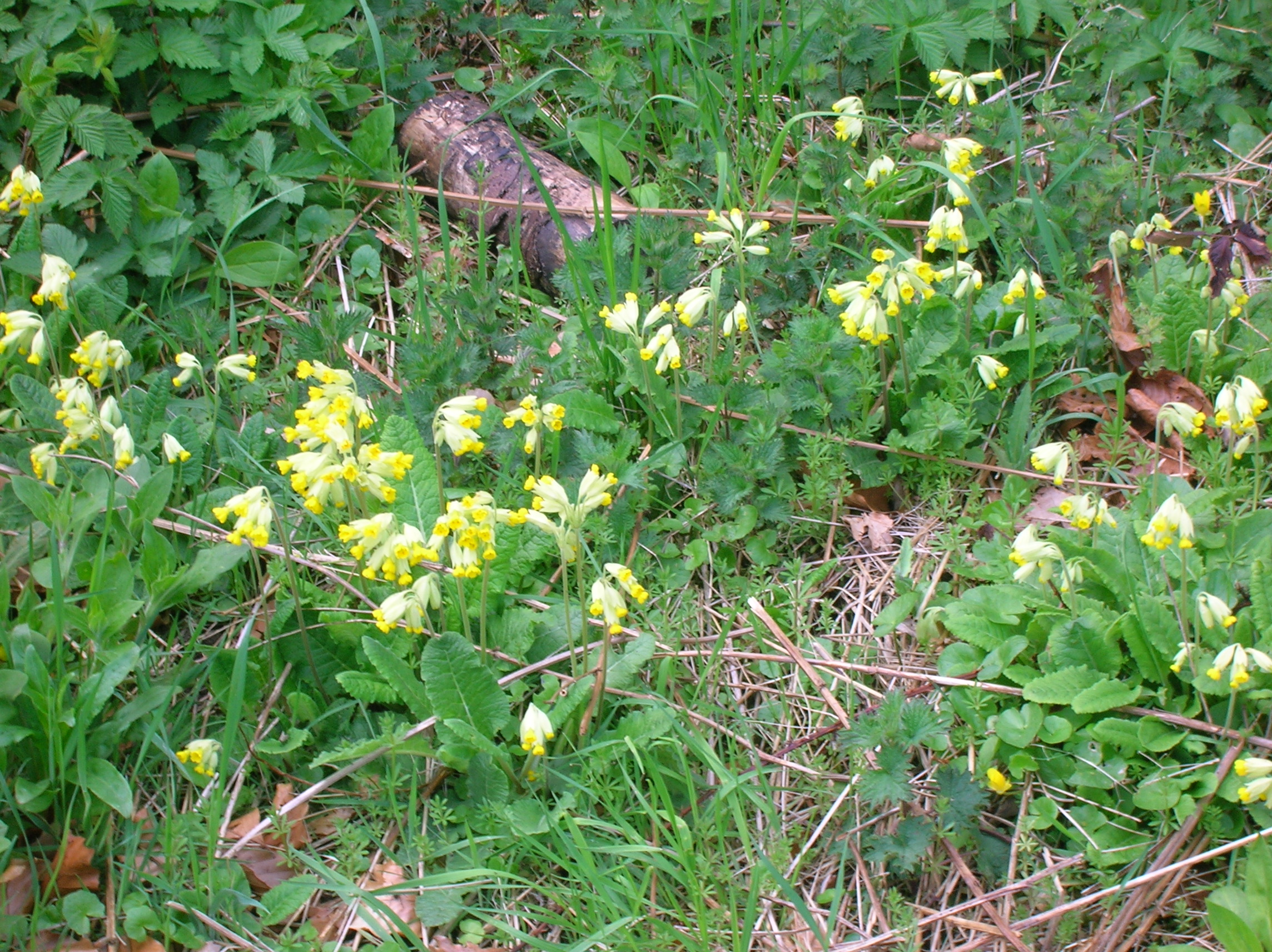
زهرة الربيع في موطنها الأصلي.

غالبًا ما توجد زهرة الربيع في أرض مفتوحة، وبما في ذلك الحقول المفتوحة والمروج والكثبان الساحلية والمنحدرات.

## الحفاظ على
عانى النبات من تدهور بسبب الممارسات الزراعية المتغيرة خلال السبعينيات والثمانينيات في بريطانيا. ولذلك قد يكون هذا النوع من النبات نادرًا حتى في مواطنه الأصلية. وبالإضافة إلى ذلك، غالبًا ما يتم الآن تضمين البذور في مزيج مع بذور الزهور البرية المستخدمة في المناظر الطبيعية وعلى مسار التيارات المائية وعلى الطرق السريعة وأعمال الحفر الهندسية وما يماثلها من مواطن بحيث يسهُل رؤية النباتات فيها. وقد أدت هذه الممارسة إلى إحياء ثرواتها.

## زراعة
أن زراعة هذا النوع من النبات يكسبك جائزة الجمعية البستانية الملكية للحدائق.

## الأنواع المماثلة

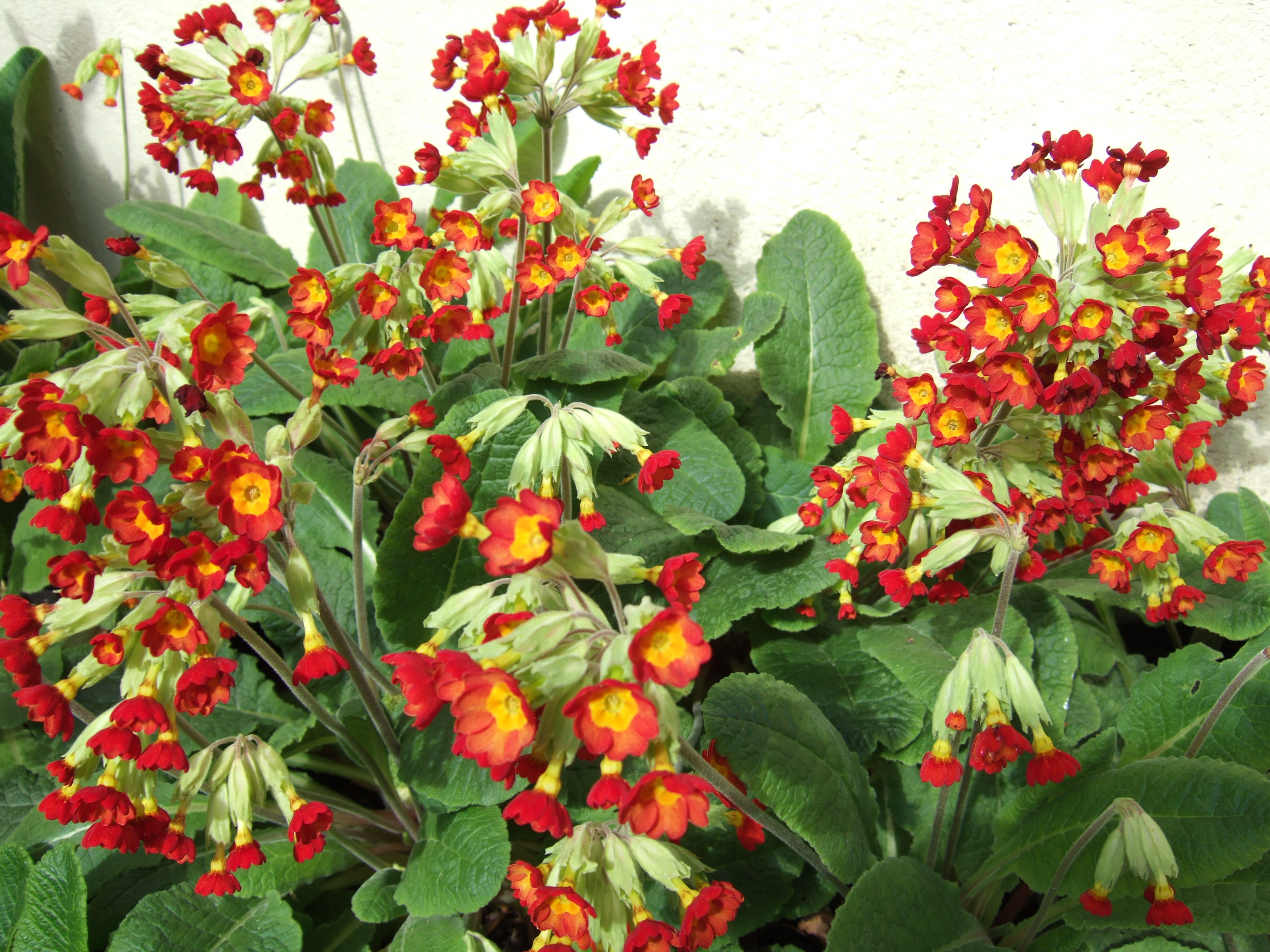
نباتات زهرة حمراء مزهرة

وعلى الرغم من أن Oxlip يحتوي على أزهار صفراء شاحبة أكبر مثل زهرة الربيع، وأنبوب كورولا بدون طيات، الا انه قد يتم الخلط بين زلق البقر و Primula elatior (Oxlip) واللذان لها مظهر عام متشابه ومتماثل.

## المكونات الكيميائية
تحتوي جذور زهرة الربيع على عدة جليكوسيدات من 5-methoxysalicylic methyl ester ، مثل primeverin و primulaverin. وفي الجذر المجفف الخام، تعتبر الأجليكونات الفينولية مسؤولة عن الرائحة النموذجية التي تذكرنا بميثيل الساليسيلات أو الأنثول. وتحتوي الجذور المجففة على كميات كبيرة من صابونين ترايتيربين، مثل حمض بريمولا الأول/ الثاني، بينما توجد هذه المكونات في الزهرة في الكواكب، والمكونات المهيمنة وهي مركبات الفلافونويد. ويمكن أن تكون الأعراض الجانبية النادرة للسابونين هي الغثيان أو الإسهال، وقد تكون بعض المكونات الفينولية مسؤولة عن تفاعلات الحساسية.
ويحتوي النوع الفرعي macrocalyx، الذي ينمو في سيبيريا، على المركب الفينولي riccardin C.

## أطباق
تستخدم أوراق زهرة الربيع كسلطة خضراوات في المطبخ الأسباني. وتشمل الاستخدامات في الطبخ الإنجليزي استخدام الزهور لإضفاء نكهة على النبيذ الريفي  والخل والسكر ليكون حلوًا أو يؤكل كجزء من سلطة، وبينما يستخدم عصير الكرنب لإعداد حشيشة الدود للقلي.[بحاجة لمصدر] وغالبًا ما يتم الخلط بين ابن عم زلة البقر، وزهرة الربيع (P. vulgaris)، وزهرة البقر، واستخداماتهم في المطبخ متشابهة مع إضافة أزهارها التي تستخدم كعامل تلوين في الحلويات.
كاتبة الأطفال الإنجليزية أليسون أوتلي في قصتها «الطفل الريفي» (1931) التي كانت عن الحياة الأسرية في مزرعة إنجليزية من منظور ابنة مزارع تبلغ من العمر 9 سنوات، وفيها تصف سوزان «زلة البقر» الذي يوجد بين الزهور المفضلة لبطلة القصة، وتذكر انها شاركت في تحضير نبيذ البقر، والذي كان من أهم التقاليد في تلك المزرعة الإنجليزية. وقالت أن بعد التحضير الأولي، يتحول نبيذ زهرة الربيع إلى نبيذ أصفر فوار «يُقدم في» أكواب صغيرة مخددة مع بسكويت إلى زوار المهمين للمزرعة: مثل المنسق القادم للاشتراكات، والمربّع المحلي (مالك الأرض) وتاجر عرضي (لمنتجاتهم). وتقول أن هذا النبيذ «كان أغلى من نبيذ البلسان، الذي كان يشرب في الطقس البارد والثلوج الصقيعة». 

## الأسطورة والفولكلور
وقد سبق وأن ذكرت هذه العشبة من قبل الكاتب الشهير «بلينيوس الأكبر» لما تحمله من سمات مهمة في التفتح. ولعبت أنواع النبات الربيعية ونباتات طقسية أخرى دورًا مهمًا في الصيدلة وأساطير الكريات السلتية، وعلى الأرجح أنها كانت عنصر مهم في مكونات الجرعات السحرية لزيادة امتصاص المكونات العشبية الأخرى. وفي العصور الوسطى، كانت تعرف أيضًا باسم عشب القديس بطرس أو بيتريلا وقد سعى إليه الصيدلانيون في فلورنسا. وأوصت Hildegard von Bingen بالإستفادة من هذا النبات للاستخدام الطبي الموضعي فقط ولكن تم استهلاك الأوراق أيضًا كغذاء. ومن الأسماء الأخرى الشائعة في ذلك الوقت «شلل Herba» أو "Verbascum" أو أوراق زهرة الربيع أو أوراق مولين. وكثيرًا ما تم التعرف عليه بشكل خاطئ أو تم الخلط بينه وبين الأنواع المماثلة من جنس Primula.

## روابط خارجية
- ديفيدسون، آلان. رفيق أكسفورد للغذاء (1999)، "Cowslip". ص. 221(ردمك 0-19-211579-0)